# Federal Dam

Fedaral Dam na mapie stanu Minnesota

Federal Dam – miasto w Stanach Zjednoczonych, w stanie Minnesota, w hrabstwie Cass.